# Про управління палацом і королівством
Про управління палацом (лат. De Ordine Palatii) — трактат Реймського архієпископа Гінкмара, написаний у 882 році для повчання франкського імператора Карломана ІІ. Під час розпаду Франкської імперії, що прискорювався постійними нападами норманнів, Гінкмар, звертаючись до правління Карла Великого, хотів напутити юного короля Карломана, як зберегти цілісність і єдність держави. Для цього він використав твір радника Карла Великого — Адальгарда. Однак Гінкмар не переписав дослівно книгу Адальгарда, а вніс до неї значні зміни й доповнив її матеріалами IX століття.
Трактату притаманний яскраво виражений феодальний характер: видно, що вільні рядові франки раніше брали участь у народних зборах, тепер остаточно втратили колишню роль і більше не беруть участь у вирішенні загальнодержавних питань. Також його трактат містить відомості про деякі сторони діяльності державного апарату за Карла Великого, а саме: про роботу двох щорічних зібрань знаті, що проходили одне весною, інше — восени і вирішували всі важливі державні справи.